# 大桉
大桉（学名：Eucalyptus grandis）为桃金娘科桉属下的一个种。

## 扩展阅读
- 維基物種上的相關：大桉